# Cabo de Hornos
El cabo de Hornos (del neerlandés: Kaap Hoorn, ‘cabo Hoorn’, por la ciudad homónima ubicada en la provincia de Holanda Septentrional) es el más meridional de la isla de Hornos y del archipiélago de Tierra del Fuego; está ubicado en la zona austral de Chile y es tradicionalmente considerado el punto más meridional de América —aunque, en realidad, este corresponde al islote Águila en las islas Diego Ramírez, también pertenecientes a Chile—. Es el más austral de los tres grandes cabos del hemisferio sur del planeta y marca el límite norte del Pasaje de Drake o paso Drake, que separa a América de la Antártica, y une los océanos Pacífico y Atlántico.
Durante siglos, el cabo de Hornos fue uno de los hitos de las rutas comerciales de navegación de embarcaciones a vela, pese a que las aguas en torno a él son particularmente peligrosas, debido a sus fuertes vientos y oleaje y la presencia de icebergs. Sin embargo, con la inauguración del canal de Panamá en 1914 y la construcción de carreteras y ferrocarriles en otros países del continente, la navegación mercante alrededor del cabo se redujo notablemente, siendo utilizado en la actualidad por naves cuyo gran tamaño les imposibilita el paso por el canal, como portaaviones o petroleros.
Navegar en sus aguas todavía se considera uno de los mayores retos náuticos, por lo que existen diversos eventos deportivos y turísticos que utilizan este paso, algunos como parte de la circunnavegación al globo, entre los que destacan importantes regatas de yates, como la Vendée Globe.

## Toponimia

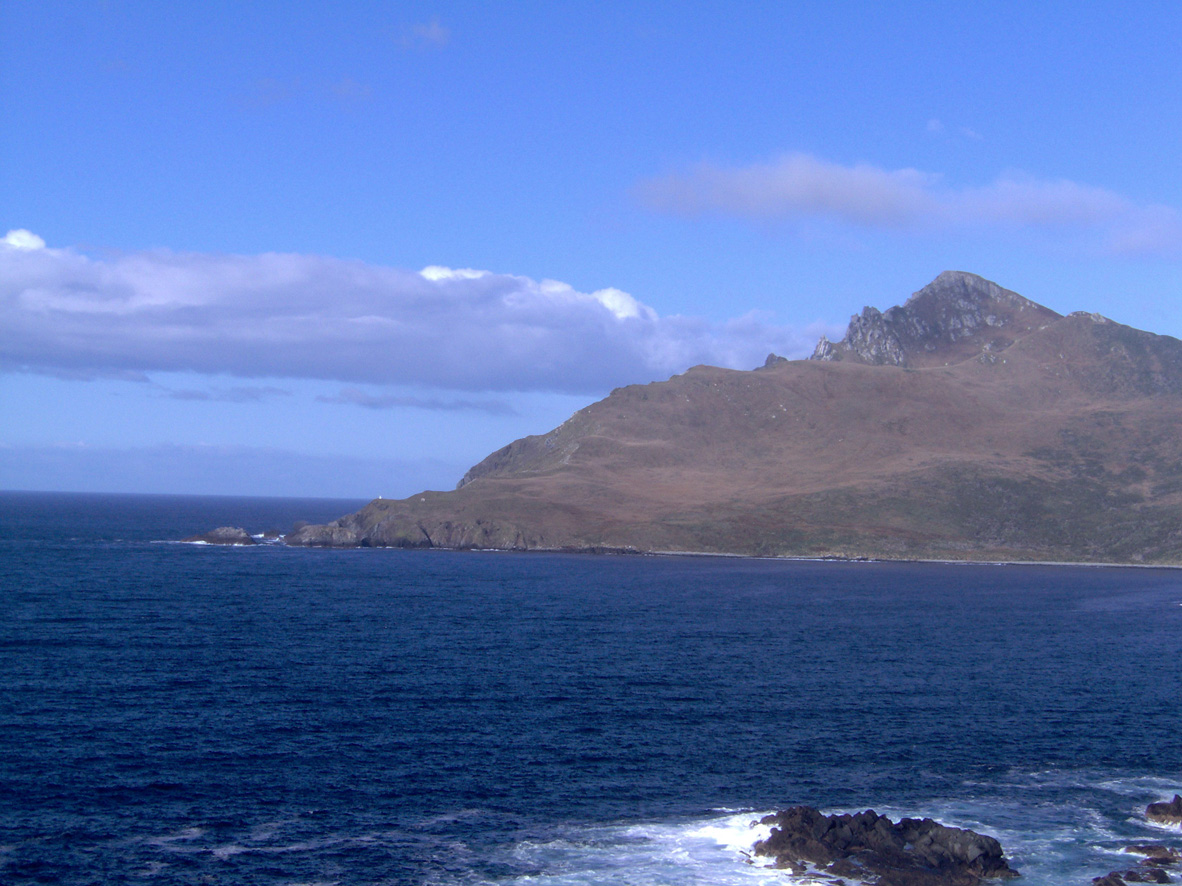
Cabo de Hornos visto desde la Estación Chilena.

El nombre «cabo de Hornos» proviene del neerlandés Kaap Hoorn, ‘cabo Hoorn’, en honor a la ciudad homónima neerlandesa ubicada en la provincia de Holanda Septentrional o, quizás, por su forma de cuerno (hoorn en neerlandés); en un caso típico de falsos amigos, el nombre fue tomado en español como «cabo de Hornos» confundiendo la denominación de la ciudad o el nombre de hoorn con la del término «horno, en vez de cuerno».

## Geografía

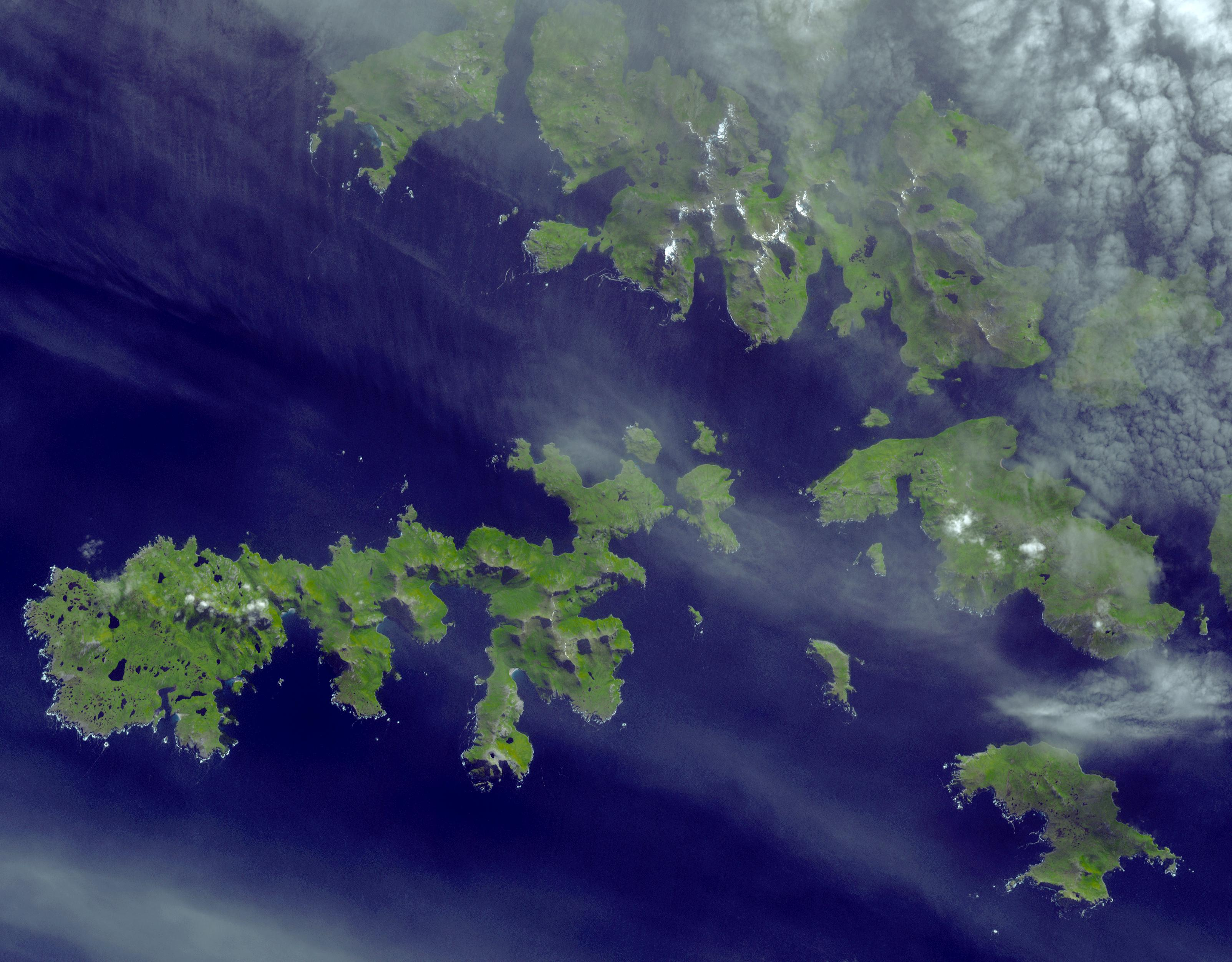
Cabo de Hornos visto desde el espacio en la esquina inferior derecha, junto a las Islas Hermite al centro

El cabo de Hornos es el punto más austral de la tierra asociada tradicionalmente a Sudamérica. Se ubica en el extremo meridional de la isla de Hornos, la más austral del archipiélago de las Islas Hermite, parte de las islas Wollaston (Chile) y de la porción chilena del archipiélago de Tierra del Fuego.
El cabo de Hornos marca el límite norte del Pasaje de Drake o Paso Drake, el tramo de mar que separa Sudamérica de la Antártica. A la vez, el meridiano que marca la división geodésica entre los océanos Pacífico y Atlántico parte desde el cabo de Hornos hacia el océano Glacial Antártico.
A 56 kilómetros al noroeste se encuentra el llamado «Falso cabo de Hornos» en la isla Hoste; su nombre se debe a la frecuente confusión que provocaba en los marinos que venían del poniente pues tiene una configuración similar al del cabo real.
El terreno carece por completo de árboles y está cubierto por hierba debido a las frecuentes precipitaciones. Además, la zona del cabo de Hornos está sometida a los efectos de los rayos ultravioleta que atraviesan el agujero sobre la capa de ozono que cubre principalmente el extremo sur del planeta.

### Punto más austral de América

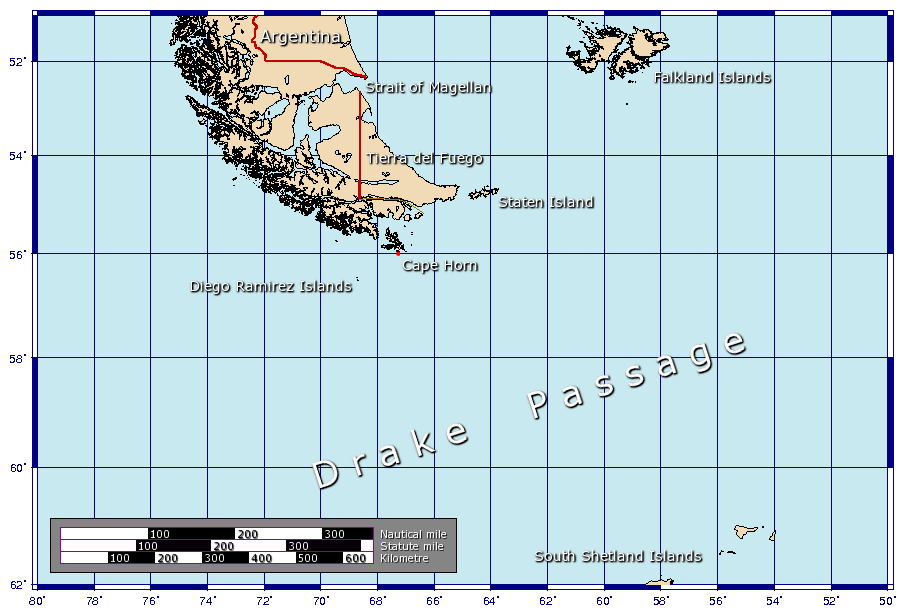
El extremo austral de Sudamérica, incluyendo el cabo de Hornos, el paso Drake y las islas Shetland del Sur

El cabo es considerado normalmente como el extremo austral de América del Sur, lo que rigurosamente es incorrecto. Hay tres opciones posibles que pueden ser consideradas «el punto más austral de América», que aquí se presentan ordenadas desde la ubicada más al norte a la más al sur:
- Cabo Froward es el punto más austral de la masa continental de América en sí, es decir, unido directamente al resto del continente, sin cruzar brazos de mar. Pertenece a la comuna de Punta Arenas (Chile).
- Cabo de Hornos es el punto más austral de la tierra asociada tradicionalmente a América, ya que allí terminan las islas costeras. En su acepción común, la zona continental incluye también las islas pequeñas situadas a corta distancia de la costa, pero no las que están separadas por brazos de mar importantes. Pertenece a la comuna de Cabo de Hornos (Chile).
- Islote Águila, en las islas Diego Ramírez (Chile) —notablemente separadas del archipiélago fueguino—, es el punto más austral de la placa continental de Sudamérica. Desde una perspectiva científica, el continente también incluye las islas vinculadas a las placas continentales. También pertenece a la comuna de Cabo de Hornos.

## Clima

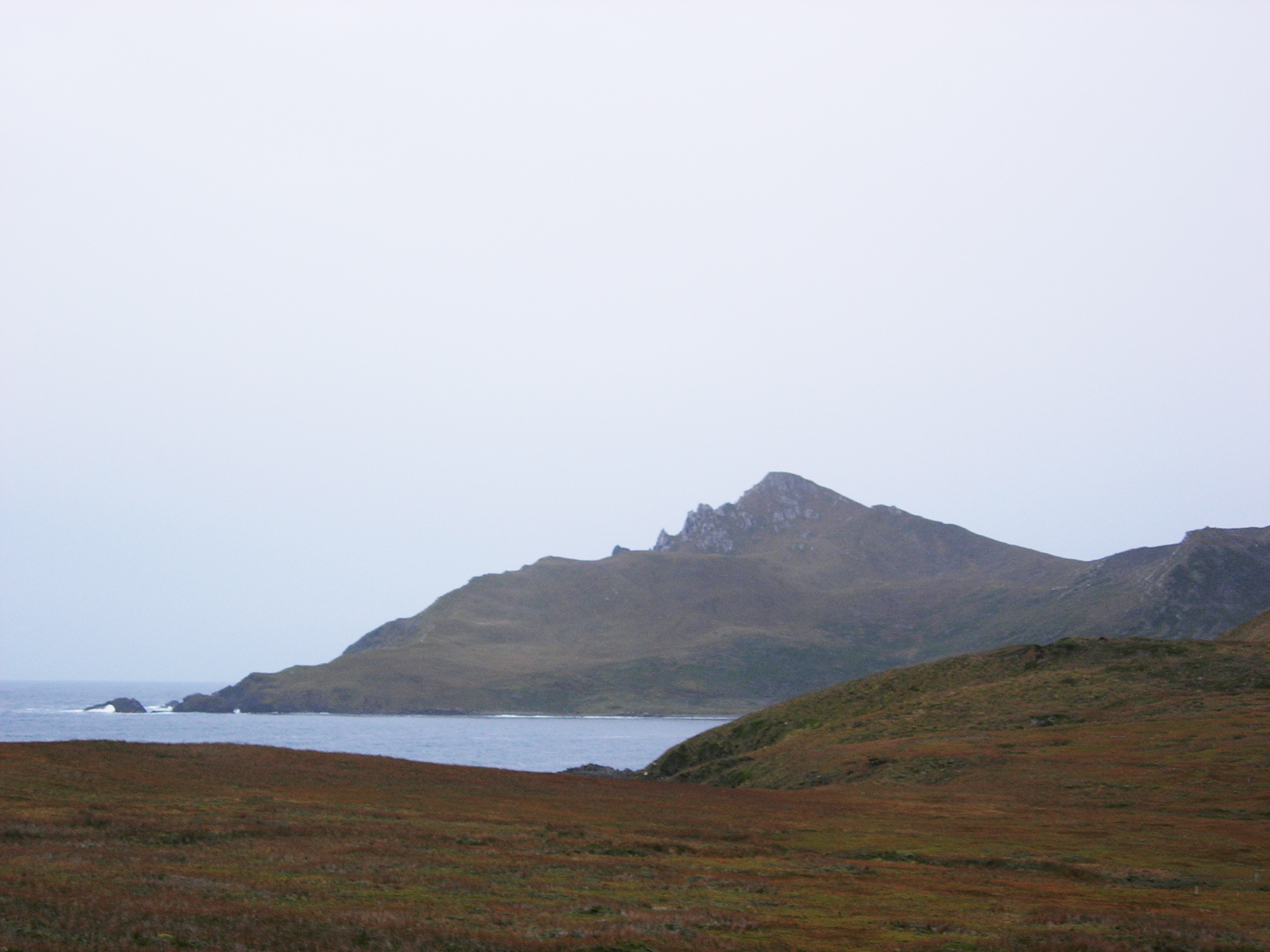
Vista del cabo de Hornos desde el lugar donde se sitúan el llamado Faro Monumental de Hornos, un monumento a los marinos oceánicos y un punto de observación de la Armada de Chile, en la isla de Hornos

El clima de la región es generalmente frío debido a su latitud austral. La Armada de Chile ha dotado a la alcaldía de mar de modernos equipos que permiten transmitir por Internet y en tiempo real los datos meteorológicos del lugar que interesan a los navegantes, tales como presión barométrica, temperatura, humedad relativa, dirección e intensidad del viento, estado del mar y altura de las olas. Todo lo anterior es procesado por el Servicio Meteorológico de la Armada de Chile, que emite por Internet la carta sinóptica y el pronóstico meteorológico para las áreas marítimas de todo Chile. Un estudio realizado entre 1882 y 1883 estableció una precipitación anual de 1357 milímetros y una temperatura anual promedio de 5,2 °C. El promedio del viento es de aproximadamente 30 km/h, con ráfagas que llegan a sobrepasar los 100 km/h, fenómenos que ocurren a lo largo de todas las estaciones del año.
En la actualidad, las mediciones meteorológicas de Ushuaia (Argentina), ubicada 146 kilómetros al norte, registran en verano (enero y febrero) temperaturas en el rango de los 5 °C y los 14 °C, mientras que en invierno (julio y agosto) las temperaturas varían entre los 4 °C a −2 °C. La nubosidad es generalmente densa, con rangos de 5,2 octavos entre mayo y julio y de 6,4 octavos en diciembre y enero.
Las precipitaciones son altas a lo largo del año: en la estación meteorológica de las islas Diego Ramírez, ubicadas en el Pasaje de Drake, 109 kilómetros al suroeste, muestra una concentración de lluvias en marzo con un promedio de 137,4 milímetros, mientras en octubre se presenta la menor tasa con un promedio de 93,7 milímetros. Las condiciones del viento son generalmente severas, principalmente en invierno. En la temporada estival, los vendavales están presente durante el 5 % del tiempo, aumentando al 30 % durante el período invernal, a lo que se suma una baja visibilidad generalmente.

## Asignación oceánica
La ubicación oceánica de las aguas al oriente del cabo de Hornos es objeto de debate:
- Según la tesis denominada «Delimitación natural entre los océanos Pacífico y Atlántico Sur por el arco de las Antillas Australes»,[13] se las incluye, al igual que las ubicadas hacia el occidente, en el océano Pacífico Sur; esta teoría, es la postulada como oficial por Chile,[14][15] el único país poseedor de la soberanía de la isla Hornos, la cual contiene a este cabo.
- Según Argentina, país que antaño disputó su soberanía, son aguas atlánticas al estar al este de la longitud fijada por el meridiano del cabo de Hornos. La delimitación de la OHI parece concordar con la argumentación argentina.

## Política y administración

Escudo de la comuna de Cabo de Hornos

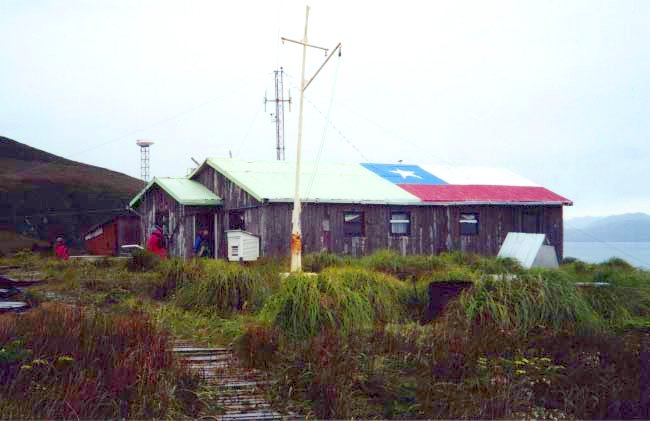
Edificio principal de la estación naval de la Armada de Chile

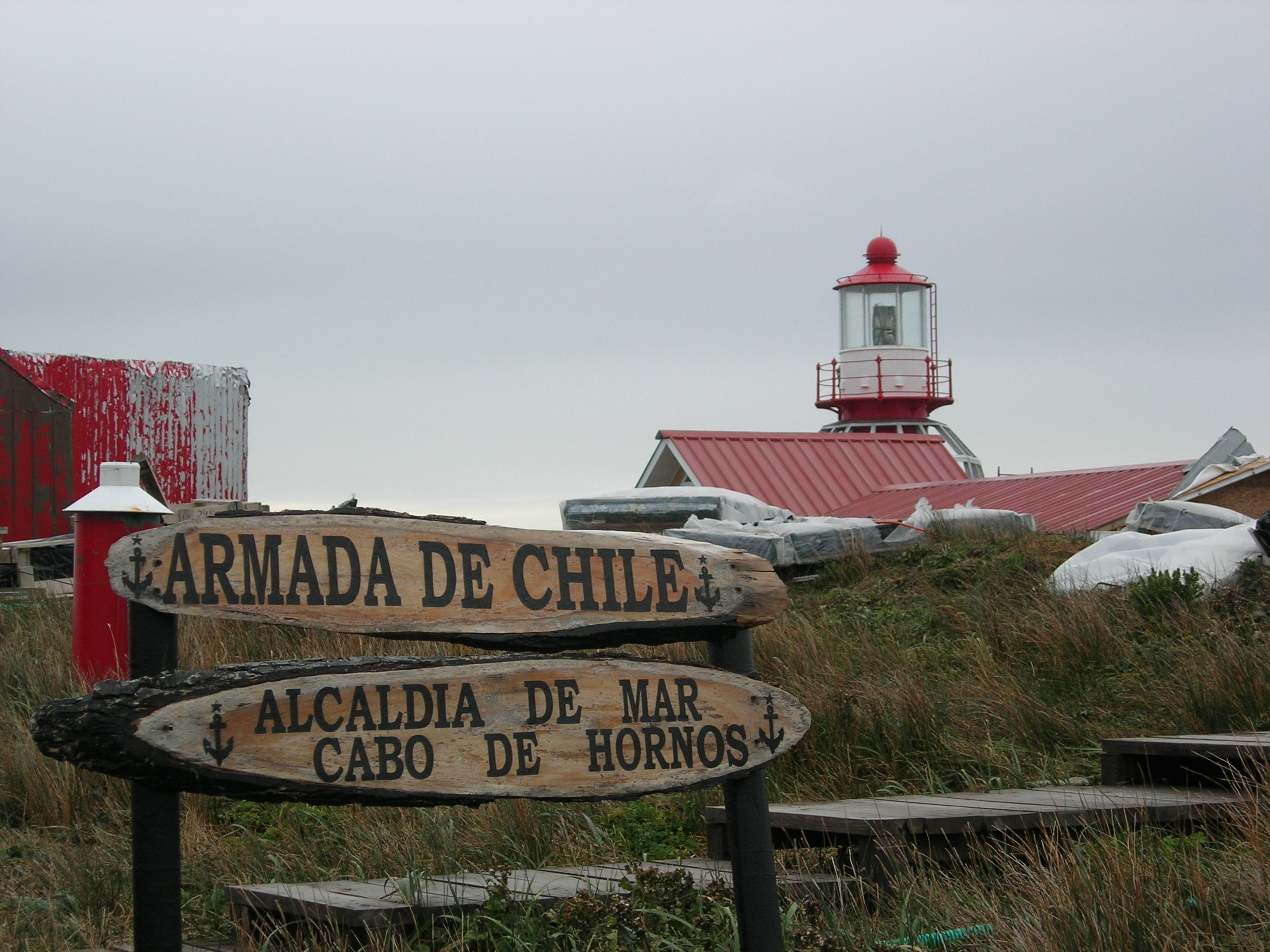
Faro Cabo de Hornos

Ya en 1822, en la Constitución Política del Estado de Chile, se señalaba: «El territorio de Chile conoce por límites: al Sur, el Cabo de Hornos; al Norte, el despoblado de Atacama; al Este, los Andes; al Oeste, el mar Pacífico. Le pertenecen las islas del archipiélago de Chiloé, las de la Mocha, las de Juan Fernández, la de Santa María y demás adyacentes». Lo anterior fue refrendado por las constituciones políticas chilenas de 1828 y de 1833.
El cabo de Hornos se encuentra dentro de las aguas territoriales de Chile, país que ejerce efectivamente soberanía sobre la isla. Pertenece administrativamente a la comuna de Cabo de Hornos —entre 1927 y 2001, su nombre fue «Navarino»—, cuya capital es la ciudad de Puerto Williams, cabecera también de la provincia de Antártica Chilena, perteneciente a la región de Magallanes y de la Antártica Chilena.
La Armada de Chile cuenta con una alcaldía de mar, compuesta por una casa para el farero y su familia, levantada junto al faro, con acceso al fanal desde el interior de la casa, que cuenta con varias habitaciones, sala de radio y de control de radar y ploteo de contactos de superficie detectados en el horizonte y equipos para medir y transmitir en tiempo real los datos meteorológicos y una capilla.
A corta distancia de la estación, se encuentra un monumento «al marinero desconocido» y un memorial en el que destaca una escultura del chileno José Balcells que muestra la silueta de un albatros en vuelo en homenaje a los marinos que han muerto en las aguas del cabo de Hornos tratando de sortearlo. Ambos fueron donados por la Cofradía de los Capitanes del Cabo de Hornos - Chile.
Asimismo, una placa recordatoria, donada en el bicentenario de Robert FitzRoy (2005) por diversas entidades culturales y marítimas de Chile, conmemora su desembarco en la isla el 19 de abril de 1830.
El cabo además está ubicado en el parque nacional Cabo de Hornos, administrado por la Conaf, que abarca una superficie de 63 093 hectáreas. Este parque, junto con el parque nacional Alberto de Agostini, conforman la reserva de la biosfera «Cabo de Hornos» creada en 2005 y que tiene una extensión de 4,9 millones de hectáreas (3 acuáticas y 1,9 terrestres).

## Navegación

### Rutas
En el extremo meridional de Sudamérica existen diversas rutas potenciales de navegación. El mayor es el estrecho de Magallanes, que separa a Tierra del Fuego del continente. El estrecho es un largo pero angosto pasaje muy utilizado antes del descubrimiento del cabo. Otra ruta es el canal Beagle, que separa a Tierra del Fuego de la isla Navarino, y existen múltiples vías que cruzan los archipiélagos de las islas Wollaston y las islas Hermite al norte del cabo de Hornos.
En la época de la navegación a la vela, todas estas rutas eran reconocidamente peligrosas debido a los traicioneros williwaws —repentinas ráfagas de vientos catabáticos que pueden voltear algunas naves casi sin aviso—. A esto se suma la estrechez en los pasos, aumentando el riesgo de las naves de chocar contra los roqueríos costeros. Por estas causas, hay una gran cantidad de naufragios en la zona. Las amplias aguas del paso Drake, ubicado al sur del cabo de Hornos, con una anchura de aproximadamente 650 kilómetros, también presentan severas dificultades para la navegación principalmente debido a sus fuertes vientos y oleaje. Sin embargo, la amplitud de las aguas en esta ruta permite mayor maniobrabilidad de las embarcaciones para enfrentar estas situaciones por lo que es, en la actualidad, la ruta más utilizada por diversos barcos, algunos de los cuales debido a su tamaño les es imposible cruzar el canal de Panamá.
Actualmente, la ruta más usada es la del estrecho del Magallanes por considerarse sus aguas más reparadas de las inclemencias climáticas.

### Peligros

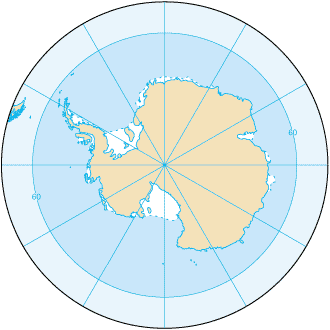
El océano Glacial Antártico u «océano Austral» se extiende al sur del paralelo 60ºS. Las corrientes marinas giran alrededor de la Antártida prácticamente sin interrupción de tierras

Variados factores se combinan en torno al cabo de Hornos, convirtiéndolo en uno de los hitos marítimos más peligrosos del globo terráqueo: algunos son las duras condiciones de navegación propias del océano Austral, la geografía del paso al sur del Cabo y la extrema latitud austral de este: 56ºS (en comparación, el cabo Agulhas al sur de África está a 35ºS y la isla Stewart en el extremo meridional de Nueva Zelanda, a 47ºS).
Los vientos que prevalecen en las latitudes bajo los 40ºS pueden moverse de oeste a este alrededor del planeta debido a la inexistencia casi absoluta de tierra, por lo que esta zona recibe el título de los «cuarenta rugientes», seguidos por los «cincuenta furiosos» y los aún más violentos vientos de los «sesenta aulladores». Estos vientos hacen que la mayoría de las naves que viajan desde el este traten de mantenerse lo más cerca posible de la latitud 40ºS; sin embargo, al rodear el cabo de Hornos, las naves deben adentrarse necesariamente a aguas de latitud 56°, en la zona de los vientos más fuertes. La fuerza de estos vientos es exacerbada en la zona por el "efecto embudo" provocado por los Andes y la península Antártica, canalizando las masas de vientos al pasaje de Drake.

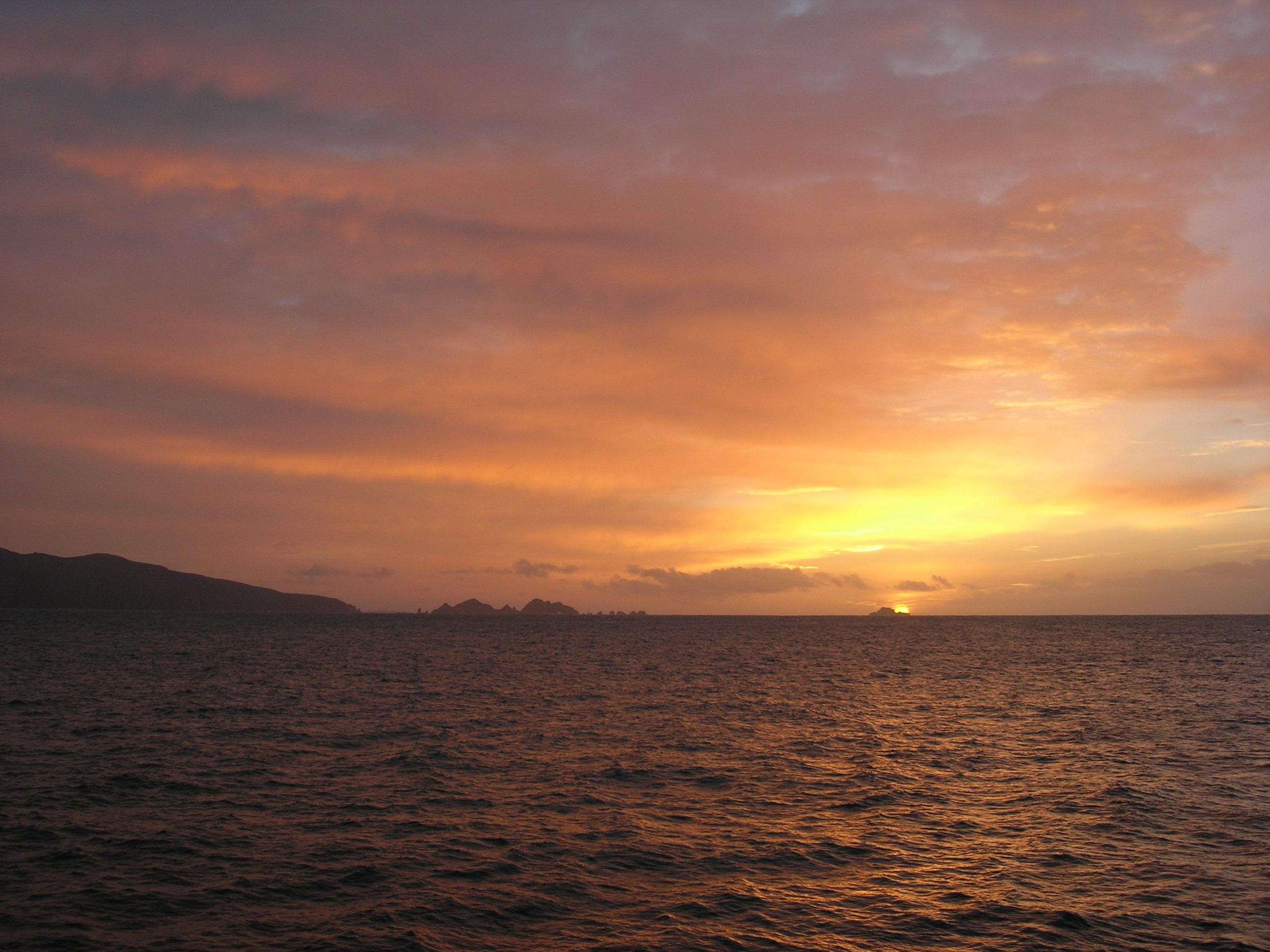
Amanecer en el cabo de Hornos

Los fuertes vientos del océano del Sur provocan a su vez altas olas, las cuales pueden alcanzar grandes dimensiones al rodear el planeta sin encontrar obstáculos terrestres. Sin embargo, en la zona del cabo de Hornos, estas encuentran una zona de aguas poco profundas, lo que provoca que las olas sean más cortas y más empinadas, acrecentando el riesgo para los navegantes. Si la fuerte corriente en dirección este del paso Drake se encuentra con vientos en dirección contrarias, este efecto puede aumentar aún más. Adicionalmente, la zona al oeste del cabo de Hornos es particularmente conocida por sus olas gigantescas que pueden alcanzar alturas superiores a los 30 metros.
Los vientos predominantes crean particulares problemas para las embarcaciones que intentan rodear el Cabo en sentido contrario, es decir, de este a oeste. A pesar de que esto afecta a todas las naves de alguna forma, los más afectados son los tradicionales barcos mercantes, que a duras penas pueden avanzar en el mejor de los casos; en cambio, los modernos yates y veleros son bastante más eficientes y logran generalmente realizar la ruta, lo que permite la realización de regatas como la Global Challenge.
Finalmente, los hielos son también un importante obstáculo para los marinos al descender la latitud 40º. A pesar de que el límite de la banquisa pasa a bastante distancia del cabo de Hornos, los icebergs siguen siendo importantes peligros para las naves. En el océano Pacífico Sur durante febrero, los témpanos se mantienen al sur de la latitud 50º, pero en agosto pueden llegar hasta los 40° Sur; el cabo de Hornos está bajo ambas latitudes.
Todos estos factores han convertido al cabo de Hornos, probablemente, en el paso marino más peligroso de la Tierra. Muchos barcos han naufragado y marinos han fallecido tratando de lograr la hazaña de pasar el Cabo.

## Historia

### Descubrimiento

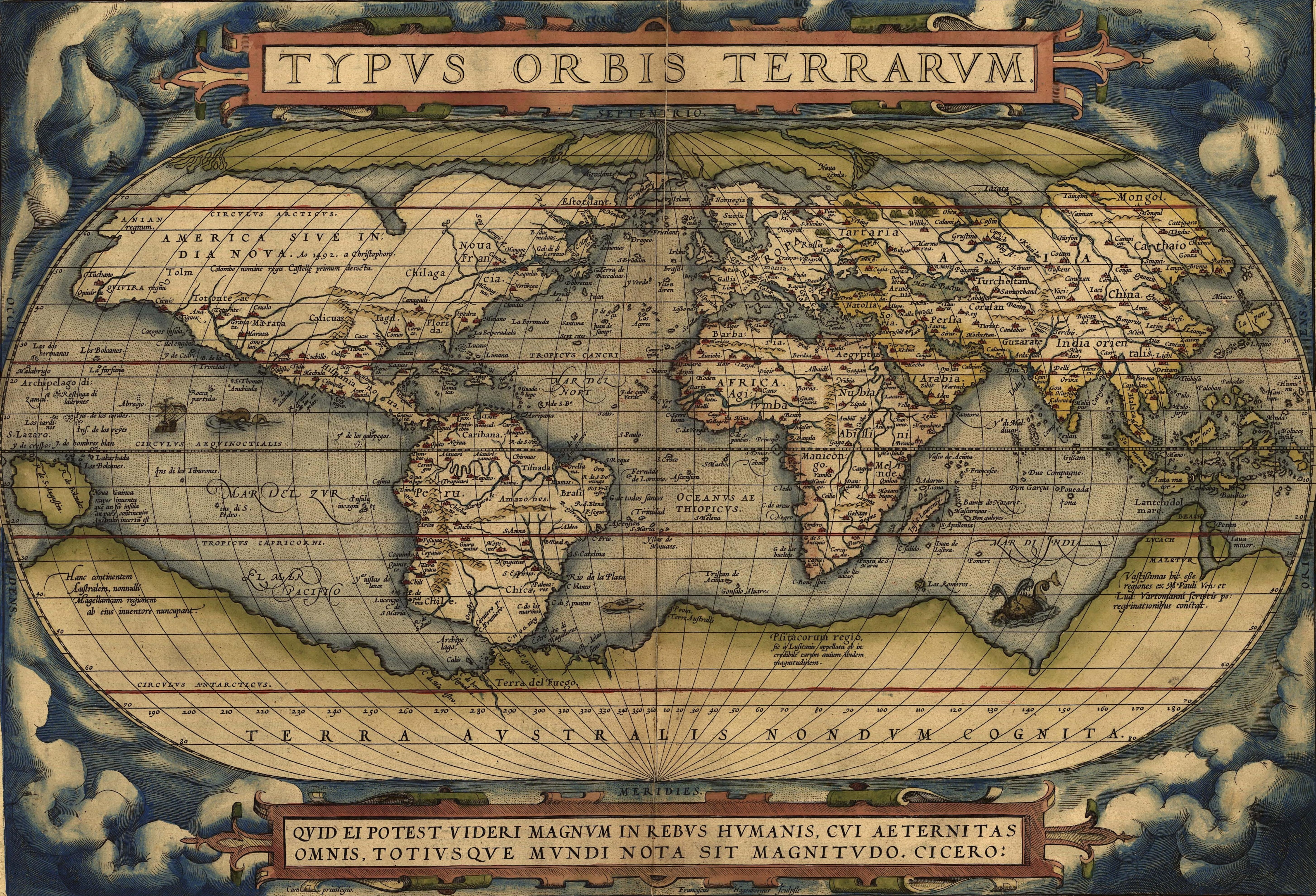
Mapamundi de Abraham Ortelius, 1570. La Terra Australis aparece separada de América por el estrecho de Magallanes

En 1525, el marino español Francisco de Hoces, integrante de la expedición de García Jofre de Loaísa, al mando  de la carabela San Lesmes, se encontró con un temporal cuando trataba de cruzar el estrecho de Magallanes, lo que le obligó a viajar hasta los 55° de latitud sur. Así, se convirtió en el descubridor del paso al sur del cabo de Hornos (según la Real Academia de la Historia, hoy totalmente descartado), en el extremo meridional del continente, anticipándose en más de medio siglo al pirata inglés Francis Drake. Debido a esto, en España se conoce como «mar de Hoces» al denominado «pasaje de Drake».
En septiembre de 1578, Francis Drake, durante su circunnavegación al planeta, cruzó el estrecho de Magallanes en dirección del océano Pacífico. Antes de continuar hacia el norte, una tormenta lo hizo detener su viaje y regresar hacia el sur de la Tierra del Fuego. La extensión de aguas que Drake encontró le hicieron suponer que la Tierra del Fuego no era un nuevo continente como se creía hasta ese momento, sino una isla. Este descubrimiento, sin embargo, fue desechado por los estudiosos de la época por lo que por muchos años se siguió utilizando el estrecho de Magallanes como el paso más austral que separaba a América de la Terra Australis.
A principios del siglo XVII, la Compañía Neerlandesa de las Indias Orientales mantenía el monopolio sobre todo el comercio neerlandés que utilizaba las vías del estrecho y del cabo de Buena Esperanza, las dos únicas rutas conocidas que comunicaban a Occidente con el Lejano Oriente. Intentando buscar una ruta alternativa para sortear el monopolio, el comerciante hugonote francés Isaac Le Maire decidió buscar un paso al sur del estrecho de Magallanes que uniera los océanos Pacífico y Atlántico, basado en la hipótesis de Drake. Para ello financió una expedición marítima para la que contrató a los capitanes de alta mar Willem y a su hermano Jan Schouten para que armaran una expedición de dos naves, el Eendracht y el Hoorn, las que zarparon del puerto de Texel, con la autorización del príncipe Mauricio de Nassau, el 14 de junio de 1615. Le Maire embarcó a su hijo Jacob Le Maire como su representante en la aventura.
El Hoorn sufrió un accidente y se incendió en las costas de la Patagonia, pero el 29 de enero de 1616, el Eendracht entró a un paso marítimo (conocido actualmente como estrecho de Le Maire) y, tras varios días de navegación, divisaron tierra hacia el sur. El cabo que avistaron fue denominado «Kaap Hoorn» en honor a los patrocinadores del viaje. En ese momento, el cabo descubierto fue considerado como el extremo austral de Tierra del Fuego. Debido a las inclemencias del clima, la expedición regresó a su origen y en 1624 se investigó nuevamente, reconociendo que el cabo de Hornos se encontraba en una isla menor y no en Tierra del Fuego propiamente tal.
Una muestra más de lo difícil que es la navegación en las aguas de la zona es que la Antártica, ubicada a 650 kilómetros al sur cruzando el paso Drake, fue descubierta recién en 1820, cuando el cabo de Hornos ya había sido ampliamente utilizado como una de las principales rutas de navegación por más de dos siglos.

### Testimonio dejado por Fitz Roy en 1830
Robert Fitz Roy, comandante del HMS Beagle, desembarcó en la isla Hornos en abril de 1830 y luego de efectuar las observaciones necesarias para su trabajo hidrográfico, el día 20 de abril, enterró en su cima un testimonio de su paso por la isla. Este testimonio fue encontrado a fines de 1989 por el capitán de navío Christián De Bonnaffos Gándara de la Armada de Chile. Los objetos encontrados fueron depositados en el Museo Naval y Marítimo de Valparaíso (Chile).

### Ruta marítima

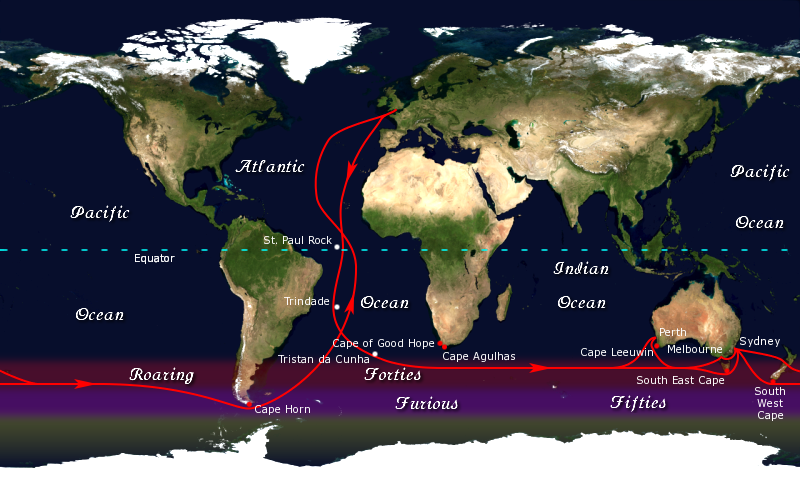
Ruta mercante utilizada por los barcos que conectaban a Inglaterra con Australia y Nueva Zelanda.

Desde el siglo XVIII hasta principios del siglo XX, el cabo de Hornos fue parte de la ruta mercante por la que circulaba la mayor parte del comercio mundial. Los barcos cruzaban el Cabo cargando algodón, granos y oro desde Australia hacia Europa, al igual que gran parte de los productos del Lejano Oriente. Además, era la única ruta marina que conectaba las costas Este y Oeste de los Estados Unidos. La alta cantidad de muertos en sus aguas no fueron impedimento para el desarrollo de esta peligrosa ruta marítima.
Tradicionalmente, un marinero que lograba superar el reto de rodear el cabo de Hornos recibía como condecoración un arete de oro en su oreja izquierda (el lado por donde se enfrenta al Cabo en el tradicional viaje hacia el este) y se le permitía cenar con un pie sobre la mesa; aquel que además lograba cruzar el cabo de Buena Esperanza, podía colocar ambos pies.
Con la apertura del canal de Panamá en agosto de 1914 en América Central y de los ferrocarriles transcontinentales en Norteamérica, el uso de la ruta del cabo de Hornos decayó notablemente. El último barco comercial a vela que realizó la ruta a través del cabo de Hornos fue el Pamir en su viaje entre Australia y Finlandia en 1949.

### Eventos deportivos
A pesar de la apertura de los canales de Panamá y de Suez, el cabo de Hornos se mantiene como una de las formas más rápidas de dar la vuelta al mundo y su uso para rutas marítimas recreacionales de larga distancia ha crecido constantemente. Debido a su remota ubicación y sus peligros, rodear el cabo de Hornos es una de las experiencias más emocionantes para los navegantes, siendo considerado como el equivalente al escalar el Everest para los montañistas.
El primer barco pequeño en navegar alrededor del Cabo fue un yate de 13 m llamado Saoirse, al mando de Connor O'Brien junto a tres amigos, quienes circunnavegaron el planeta entre 1923 y 1925. En 1934, el noruego Al Hensen fue el primero en rodear el Cabo navegando completamente solo de este a oeste (la "vía equivocada") en su bote Mary Jane, el cual naufragaría en las costas chilenas más al norte. La primera persona en conseguir circunnavegar el globo, vía el Cabo de Hornos, sin otros miembros de tripulación fue Vito Dumas, quien realizó el viaje en su queche de 10 m llamado Lehg II; diferentes marinos han logrado posteriormente repetir esa hazaña.

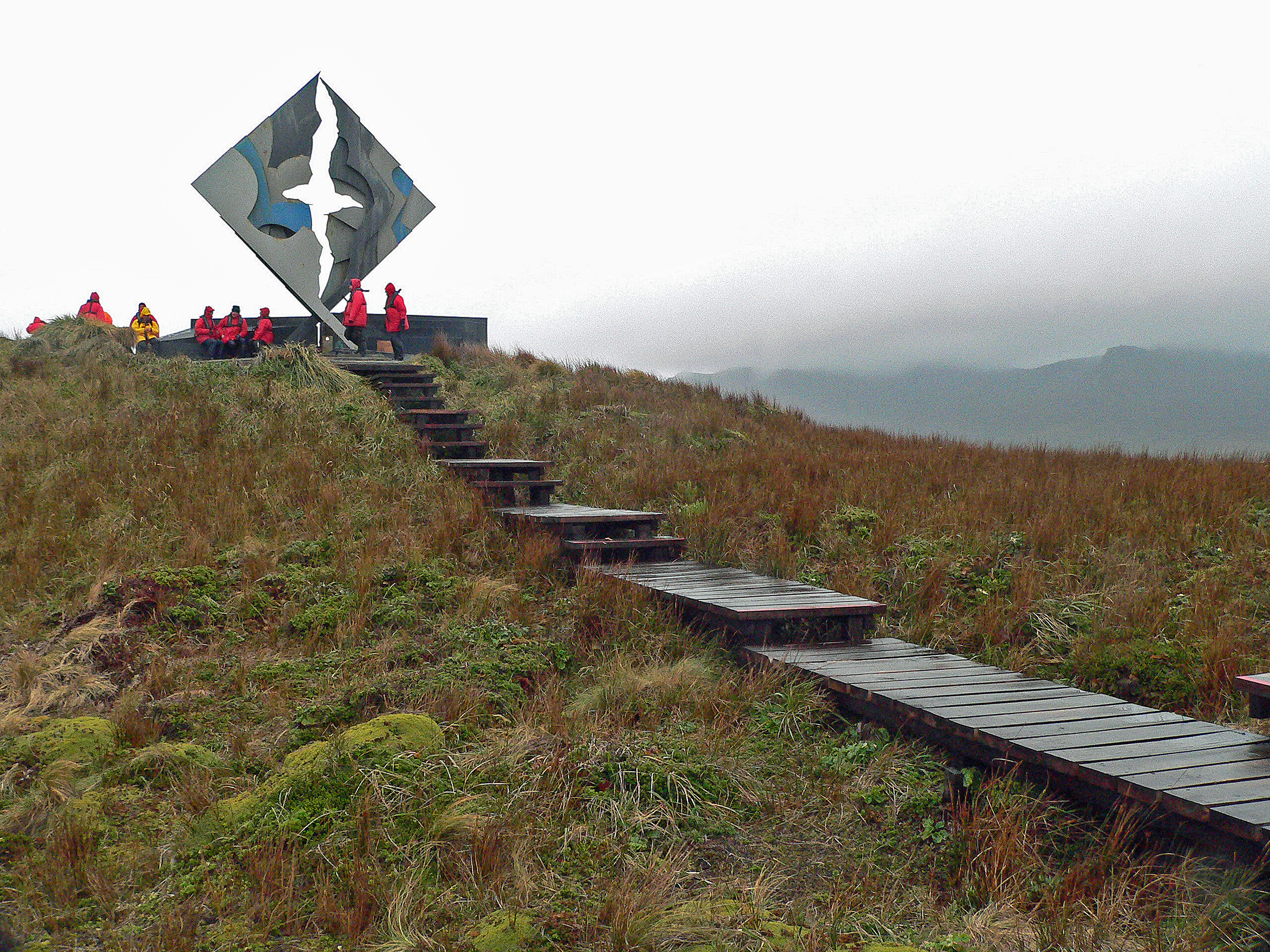
Monumento en homenaje a los marinos fallecidos intentando cruzar esta ruta.

En la actualidad, existen diversas regatas y carreras de yates que utilizan la antigua ruta del cabo de Hornos. La primera en establecerse fue la Sunday Times Golden Globe Race, en la que participaban solamente un miembro por tripulación; esta regata inspiró a la actual Around Alone que circunnavega el planeta con detenciones, y la Vendée Globe que lo hace sin paradas. Ambas son para un único competidor y se realizan cada cuatro años. La Volvo Ocean Race es una carrera con tripulación y diversas detenciones a lo largo de la antigua ruta de navegación mercante y que también se realiza cada cuatro años. El Trofeo Julio Verne es un premio a la circunnavegación a la Tierra más rápida para cualquier tipo de navegación sin ningún tipo de restricción. Finalmente, el Global Challenge es una carrera alrededor del mundo desde este a oeste usando la vía incorrecta, es decir, en contra de los vientos predominantes y de las principales corrientes marinas.
El cabo de Hornos se mantiene como uno de los principales peligros para la navegación deportiva. Un ejemplo de esto fue el accidente que sufrieron Miles y Beryl Smeeton, quienes intentaron rodear el Cabo en su yate Tzu Hang, el cual fue golpeado por una ola gigante al acercarse a la costa, volcándose repetidas veces. Ambos sobrevivieron y lograron reparar el barco en un puerto chileno, tras lo cual intentaron nuevamente realizar la hazaña. Sin embargo, por segunda vez fueron atrapados por una ola gigante y nuevamente su barco fue volcado y terminó sumamente averiado.
Actualmente, se sigue condecorando a aquellos que logran completar tan arriesgada travesía con un diploma que los consagra como «caphorniers».
En su expedición de circunnavegación del continente, Freya Hoffmeister lo cruzó en kayak de mar.

## Literatura y cultura

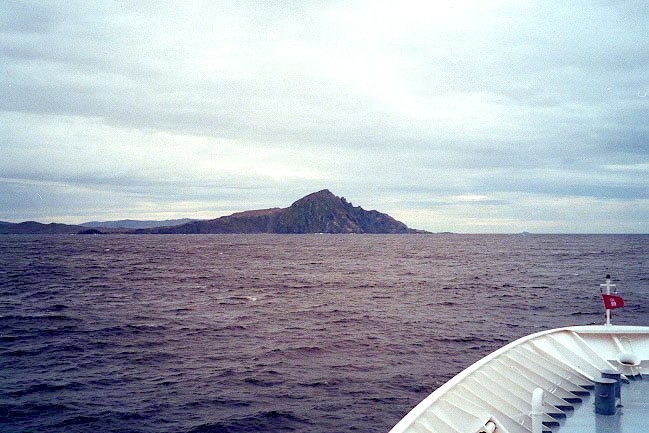
Vista del cabo de Hornos, aproximándose desde el sudoeste.

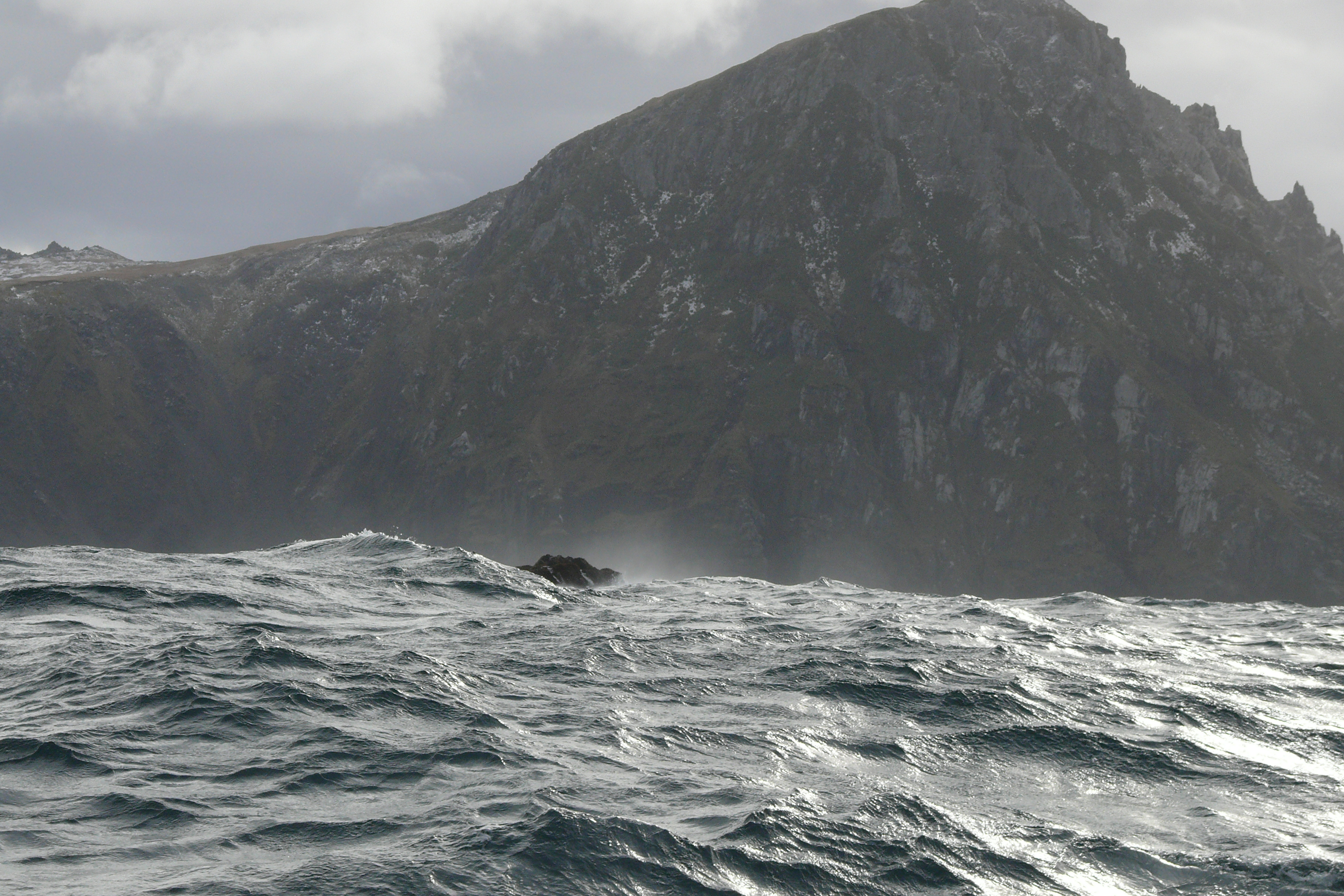
Cabo de Hornos fotografiado a bordo del velero "Tari II" por Ingo Kühl el 25 de octubre de 2009.

El cabo de Hornos ha sido un ícono de la cultura marina por siglos; ha sido utilizado en una serie de cantos marineros y en variados libros sobre la navegación que relatan la peligrosa travesía en torno al Cabo.

Justo antes de las ocho en punto (cuando a esta latitud comienza el ocaso) [...] corrimos a cubierta y encontramos una enorme nube negra acercándose hacia nosotros desde el sudoeste, oscureciendo completamente el cielo. "¡Aquí viene el cabo de Hornos!" dijo el capitán y nosotros apenas tuvimos tiempo para arriar las velas antes de que llegáramos. En pocos momentos, el mar se endureció como nunca antes lo habíamos visto y nuestro pequeño buque [...] se zambulló en él y toda la parte delantera estaba cubierta por agua; el mar entraba a través de la proa [...] intentando mojar todo sobre la cubierta. En los drenajes, el agua llegaba hasta la cintura de un hombre. Nosotros saltamos arriba y enrollamos doblemente las velas principales y aseguramos las restantes, ajustándolas todas. Pero eso no bastaba; el barco se esforzaba para superar el embate del mar, mientras el temporal empeoraba. Al mismo tiempo, el hielo y el granizo nos azotaban con furia.
Richard Henry Dana, «Cabo de Hornos, una visita»

Charles Darwin, en El viaje del Beagle (1839), el diario de su expedición de cinco años sobre el HMS Beagle con el cual basó su El origen de las especies (1859), describió su encuentro con el Cabo, en 1832:

21 de diciembre.- Se hace a la vela el Beagle, y al día siguiente, gracias a una hermosa brisa del este, nos acercamos a las Barnevelts pasando por delante de las inmensas rocas que forman el cabo Deceit, y a eso de las tres doblamos el cabo de Hornos, batido por las tempestades. La tarde está admirablemente tranquila y nos deja gozar del grandioso espectáculo que ofrecen las islas inmediatas. Pero parece que el cabo de Hornos exige que le paguemos su tributo, y antes de cerrar la noche nos envía una espantosa tempestad, que nos sopla precisamente de cara. Nos vemos obligados a ganar alta mar, y al aproximarnos de nuevo a tierra al día siguiente, percibimos este famoso promontorio, y ahora con todos los caracteres que le distinguen, esto es, envuelto en brumas y rodeado de un verdadero huracán de viento y agua. Inmensas nubes negras oscurecen el cielo, las sacudidas del viento y granizo nos asaetean con tan ruda violencia, que el capitán se decide a guarecerse, si es posible, en Wigwan Cove. Es éste un excelente puertecillo situado a poca distancia del cabo de Hornos; y allí echamos el ancla precisamente el día de Nochebuena. Alguna ráfaga de viento que baja de las montañas y hace balancear el barco sobre las anclas, nos recuerda de vez en cuando la tempestad que reina fuera de este excelente abrigo.
Charles Darwin, El viaje del Beagle

Alan Villiers, un experto moderno en barcos mercantes tradicionales ha escrito una serie de libros con respecto a este tema, entre los que se incluyen «Por la vía del Cabo de Hornos». Otros navegantes actuales que han realizado la ruta han escrito sus memorias, como las de Vito Dumas que escribió «Solo a través de los "rugientes cuarentas"» basado en su viaje alrededor del mundo. Otro libro renombrado es el de Hal y Margaret Roth quienes escribieron «Dos contra el Cabo de Hornos» y el equipo padre-hijo formado por David y Daniel Hays en «Mi viejo y el mar: un padre y un hijo navegando alrededor del Cabo de Hornos».
El marino y escritor francés Bernard Moitessier, quien realizó dos importantes viajes en la zona, también escribió algunas memorias. Basado en su primer viaje junto a su esposa Françoise, escribió Cabo de Hornos: la ruta lógica (Cap  Horn à la voile, 1967), y posteriormente escribió La larga ruta (La Longue Route, 1971) cuando viajó sin acompañantes. Allí cuenta su paso por el Cabo en una noche tranquila:

La pequeña nube sobre la luna se movió hacia la derecha. Miré. Allí está, tan cerca, a no más de 10 millas de distancia y justo bajo la Luna. Y no hay nada más excepto el cielo y la luna jugando con el cabo de Hornos. Miré. Apenas podía creerlo. Tan pequeña y tan grande. Una colina, pálida y gentil; una roca colosal, dura como el diamante.
Bernard Moitessier, La larga ruta

El cabo de Hornos también ha inspirado una serie de obras literarias de ficción, siendo la más importante la recopilación de cuentos Cabo de Hornos y otras historias del fin del mundo (1941) del chileno Francisco Coloane, basada principalmente en el cuento «Cabo de Hornos» que narra la historia de dos norteamericanos que se encuentran en una isla cercana al Cabo y que se aventuran a cazar lobos marinos para comercializar su piel.

Las costas occidentales de la Tierra del Fuego se desgranan en numerosas islas, entre las cuales culebrean canales misteriosos que van a perderse allá en el fin del mundo, en "La Sepultura del Diablo". Los marinos de todas las latitudes aseguran que allí, a una milla de ese trágico promontorio que apadrina el duelo constante de los dos océanos más grandes del mundo, en el cabo de Hornos, el diablo está fondeado con un par de toneladas de cadenas, que él arrastra, haciendo crujir sus grilletes en el fondo del mar en las noches tempestuosas y horrendas, cuando las aguas y las oscuras sombras parecen subir y bajar del cielo a esos abismos.
Francisco Coloane, «Cabo de Hornos»

El cabo de Hornos ha aparecido además en algunas producciones cinematográficas, como por ejemplo la película Master and Commander (2003) del director Peter Weir.